# 府中三億円事件を計画・実行したのは私です。
『府中三億円事件を計画・実行したのは私です。』（ふちゅうさんおくえんじけんをけいかくじっこうしたのはわたしです）は、白田の手記、小説。

## 概要
2018年8月8日、小説家になろうで1968年に発生した三億円事件の犯人を称する白田なる人物の手記が投稿され、同年9月23日に完結、12月6日に事件から50年を前にしてポプラ社より小説として書籍化、同社は10月3日に小説家になろうへ連絡、すぐに筆者とコンタクトして同月9日に書籍化の承諾を得た。2018年12月29日から2019年12月31日まで少年ジャンプ+でMUSASHI作画による漫画版が月1連載された。
白田は有力な容疑者とされ、青酸カリで自殺した少年S（本作では「省吾」）とは友人で学生運動に挫折した白田はその過程で現金輸送車を襲うことを計画、省吾にそれを持ちかけて話を進めるが省吾の恋人、京子をめぐる三角関係もあり、省吾抜きで白田は京子と実行に移したことが語られている。
白田は子や孫もいる普通の生活を送っていたが妻（共犯者の京子）の事故死をきっかけに、葬儀後に息子へ自分が三億円事件の犯人だと明かすと世間にも告白することを勧められ、当初はマスコミに発表しようとしたが諸般の事情で諦め、息子が見つけた小説家になろうで手記を投稿、犯人を騙っていると疑われたとしても全ての人に信じられるとは思っていないが義理は通したかったとする。発表方法や書き方は息子に任せ、白田はメカには弱いため手書きの文章を読み上げて息子が読みやすくしたものを投稿したという。

## あらすじ
1968年、大学2年生の白田は盛んだった学生運動に励むことなく、友達もつくれずただなんとなく、ほとんど引きこもり状態の毎日を送っていた。古くからの親友の省吾は高校卒業後も暴走族をやっており、リーダーになっていた。それでも2人は郊外のプレハブ小屋を主として交流していた。あるとき、2人は大学で白田の同学年の京子と知り合い、カスタムされた省吾のバイクを褒められたことがきっかけで3人は交流するようになる。白田は学生運動の会合で美人、知的、カリスマ性のある三神千晶とも出会い、彼女が会長の経済理論研究会に参加、そこで聞いたある会話から、大きく運命が変わっていく。

## 反響
小説家になろうでは800万PV、書籍版は2019年2月時点で9刷13万部だった。
学生運動の様や、犯人である証拠としてアタッシュケースにSの父親の警察手帳を入れたとすることが秘密の暴露としてリアリティがあり、発煙筒の火がつかず予定通りにいかないことに慌てたとする新説に注目する見方や、文体は三点リーダーやダッシュが多く小説的で犯人は今は老人のはずだが若者が書いたようで、きちんとした物証もなく、辻褄が合わない点もあり犯人の告白だとは思えない、話題作りのためではないかという否定的な見方もある。警察側では犯人が名乗り出たと面白がる人や事件があった地元の府中警察署でも話題に上ったとされる。白田はネットで話題になっていることは息子から教えられたが実感はなく、自分の元には誹謗中傷がよく届いた。書籍版の奥付には小さく「この作品はフィクションです」と明記されている。
ダ・ヴィンチニュースの波多野公美は事件の裏側にあるテーマの1つとして若い4人の男女の青春時代の輝きと痛みがあり、作中でたびたび「読者の皆さん」と白田から語りかけられるのが印象的で、そのうち直接、一世一代の告白を受けているような気持になり世界観に引き込まれると言い、五十嵐大はことの顛末が冷静な筆致でまとめられているがそれ以上に本作はとても胸を打たれる青春もので、青春の痛みを真正面から書ききった力作で、門賀美央子は始めは犯罪実録ものだと思っていたがしばらく読んでいるとそうではないことに気付き、本作は青春小説であり恋愛小説でもあり、大人になる直前のまだ何でもない自分を持て余しながら何かになりたいことを追い求める若者の記録で、昭和のジェットコースターのような時代を知る人には懐かしさ、知らない人には一種の興奮を与えるとしている。
BLOGOSが白田への取材でメールでやり取りすると、こちらがわざと質問を間違えても相手は気付かない不審な点はあったが、犯人ではないと知らないと思えるようなこともあり、嘘だと否定しきれないとしている。
阿部嘉昭は本作の読者はネット小説の程度を知ろうとする者、事件の真相を知ろうとする実録好きな者、真贋を見極めようとする好事家であり、それらが合わさってヒット、基調は事件への慙愧だが筆者はSのグループ所属であったというのなら警察にマークされ、追及もあったはずで、完全に潜伏に成功したのかと疑問で、先に挙げた読者の1つ、2つ目の人たちはその点でリテラシーが試され、真贋を確かめる人に対してのパッチワーク性もあり、盗んだ金を米軍基地内に隠そうとしたのは松本清張の『小説 3億円事件』の転用である可能性や、省吾が米軍兵士相手に体を売っていた描写は『悪魔のようなあいつ』の主人公の設定と同じだと指摘した。
江藤史朗は窃盗犯に女がいたのは面白く、実際に犯行に使用された車の中にイヤリングが片方だけ落ちていたため女が乗っており、女関与説はあった。ただ、Sの恋人は作中では大学生だが実際には当時高校生で、Sは省吾となっているが実際にはSは名字であり信憑性に欠け、警察手帳については大胆な考えで真相に迫っているように見えるが、警視庁では当時も現代でも手帳はいつも個人では持たず、勤務中に所持して仕事が終わると署に置いて帰るため、アイデアとしては面白いがミステリーとしては少し詰めが甘いと否定的である。
殿岡駿星は犯人として有力となっているSが実行犯ではないことには同意で、新たな視点といえるが詳細な部分が少なく、本当に犯人なら通し番号が控えられている五百円札を見せて欲しいと考えているが、白田は盗んだ紙幣は手元に残ってないとしながらも、その紙幣は自分から世間に流れてはいないとする。
Jタウンネットは書籍化、漫画化と進みが速いことから本作は創作であり、当時はカミナリ族と呼ばれていたのを暴走族としていることや、学生運動独特の言葉が全く使われていない、どのメディアでもほぼ100パーセント三億円を入れたケースをジュラルミンケースとしているが本作ではアタッシュケースになっているなど不自然さがあり、犯行計画や実行の様子より人間関係や心理関係がメインで肩すかし感があり、犯人は最初から日本信託銀行国分寺支店を狙ったのではなく、そこからすぐ近くにある事件前日に三億円が保管された三菱銀行国分寺支店も見張っていた可能性もあるがそのあたりはほとんどカットされ、白田ら関係者に尋ねてみようとしたが回答は得られなかった。白田は暴走族の表現については息子が書いたため言葉が変わっているがカミナリ族が正しいとしている。
犯行時に発煙筒をつけるためにマッチを使ったのは実際にあったことで、それは三好徹の実質的ノンフィクションの小説『ふたりの真犯人 三億円事件』で描かれており、同作が発表された後に犯人を称する者たちが同じくマッチを使用したと言い始め、三好は「どうもいろいろ読んで、勉強しているみたいなんだな（笑）」とし、白田による本作では何本のマッチを使ったかは描かれておらず、うまく火が着かず、発煙筒の包装を剥がして直接、火薬に火を当てたと語られているが、欠端大林は実際に事件で使われた日本カーリット製の発煙筒は発煙剤に直接、火を当てるのはかなり危険で本来の燃焼効果が起きず、ごく短時間でその手法を取ることは考え難く、秘密の暴露とは程遠いと否定している。
ねとらぼは小説家になろうが自分以外の他人を名乗ることを禁止しているため本作は微妙な立場で、真贋だけでなくネット時代の創作のあり方について考えさせられるとする。

## 書誌情報
- 『府中三億円事件を計画・実行したのは私です。』ポプラ社 2018年12月7日 ISBN 978-4-591-16126-5

- 漫画版
  - 白田（原作）・MUSASHI（漫画）『府中三億円事件を計画・実行したのは私です。』集英社〈ジャンプ・コミックス〉、全2巻

  1. 2019年8月2日発売、ISBN 978-4-08-882027-9
  2. 2020年1月4日発売、ISBN 978-4-08-882185-6